# Соколье (Псковская область)
Соколье — деревня в Бежаницком районе Псковской области России. Входит в состав сельского поселения Бежаницкое.

## География
Деревня находится на востоке Псковской области, в пределах Бежаницкой возвышенности, вблизи болота Моховой Кряж, к югу от озера Пылец, на расстоянии примерно 11 километров (по прямой) к востоку-юго-востоку (ESE) от посёлка городского типа Бежаницы, административного центра района. Абсолютная высота — 104 метра над уровнем моря.

### Климат
Климат характеризуется как переходный между типично морским и континентальным с повышенной влажностью.

### Часовой пояс
Деревня Соколье, как и вся Псковская область, находится в часовой зоне МСК (московское время). Смещение применяемого времени относительно UTC составляет +3:00.

## История
До 2015 года входила в состав ныне упразднённой Бежаницкой волости.

## Население
| 2001 | 2002 | 2010 |
| ---- | ---- | ---- |
| 2    | ↘0   | →0   |